# Odette Bancilhon
Odette Bancilhon (Molezon, 22 de septiembre de 1908 - Alès, 22 de octubre de 1993 fue una astrónoma francesa que desarrolló su carrera en el Observatorio de Argel y posteriormente en el Observatorio de Estrasburgo.

## Biografía
A principio de la década de 1930 se traslada al Observatorio de Argel. Allí trabajaría como astrónoma y realizaría el descubrimiento de un cometa. En los años 40, contrajo matrimonio con el astrónomo Alfred Schmitt
En 1949 su marido se trasladó al Observatorio de Estrasburgo al ganar la plaza como astrónomo, por lo que ella le seguiría el 1 de enero de 1950. Posteriormente también lo seguiría a su destino en el observatorio de Quito, donde permanecería entre 1956 y 1958 como astrónomo ayudante. Se retiró en julio de 1964.
Firmaba sus publicaciones como O. Bancilhon y, tras su matrimonio, a veces como O. Schmitt-Bancilhon.

## Asteroides descubiertos
En 1934 descubrió el asteroide (1333) Cevenola. El Minor Planet Center acredita su descubrimiento como O. Bancilhon.

## Epónimos
El asteroide (1713) Bancilhon descubierto en 1951 fue nombrado en su honor por su colega Louis Boyer.